# Gilber Caro
Gilber Alexander Caro Alfonzo (Caracas, Venezuela, 30 de enero de 1974) es un político y activista venezolano, que se desempeñó como diputado de la Asamblea Nacional por el estado Miranda, actualmente en el exilio. Conocido por ser múltiples veces arrestado por el gobierno de Nicolás Maduro.

## Juventud
Paso gran parte de su niñez y juventud en Catia, un barrio de bajos recursos de Caracas, con muchos hermanos. Siendo joven, uno de sus hermanos murió en un accidente y otro fue enviado a prisión por un largo tiempo; su padre luego se convirtió en alcohólico. Esto lo obligó a valerse por sí mismo, por lo que abandonó la escuela y se dedicó al crimen.
Fue arrestado con frecuencia por tráfico de drogas y finalmente fue acusado de asesinato y sentenciado a 20 años de prisión cuando era joven, finalmente cumplió 10 años de prisión de 1994 a 2004, y luego fue liberado pero en libertad condicional hasta julio de 2013; él dice que él no cometió el crimen y que todos en el vecindario lo sabían, pero todos también sabían que si les decía a las autoridades quién era el verdadero tirador, lo habrían matado por hablar. En prisión se convirtió en líder de los hombres más débiles, formó una banda llamada 'Carblack' y se convirtió en predicador.
Después de encontrar su espiritualidad, trabajó duro para ganarse el respeto y finalmente fue puesto a cargo de la cafetería de la prisión, protegiendo la comida para ser compartida entre todos. Después de su liberación, estudió derecho en la Universidad Santa María y ha sido un orador motivacional en otras instituciones, en las cárceles y para la selección de fútbol sub-20 de Venezuela de 2009 antes de los partidos de clasificación para la Copa del Mundo de 2009.

## Carrera política
Desde niño mostró vocación por ayudar a los más necesitados fundando un centro de formación para ex-presidiarios que bautizó con el nombre de Leopoldo López, quien fue condenado a casi 14 años de prisión por rebelión contra el gobierno de Maduro y detenido en una cárcel militar desde febrero de 2014.

## Detenciones en Venezuela y exilio
En 2017 fue detenido por primera vez, acusado de portar un fusil de asalto y material explosivo en su vehículo. Caro fue detenido nuevamente el 26 de abril de 2019. Fue liberado el 18 de junio, unos días previos a que la Alta Comisionada de Derechos Humanos de Naciones Unidas, Michelle Bachelet, visite Venezuela.
Gilber fue detenido el 20 de diciembre de 2019 junto con el periodista Víctor Ugas. Para el 30 de diciembre se cumplieron diez días detenidos en la policía, cuando ni su familia ni sus abogados conocían su paradero. El 10 de enero de 2020, el fiscal designado por la cuestionada Constituyente informó que Caro estaba detenido en la sede de la Policía Nacional Bolivariana (PNB). El 21 de enero de 2020, la abogada Theresly Malavé dijo que pudo reunirse con Caro y confirmó que estaba detenido en una de las sedes de la PNB. Gilber se encontraba confinado en una celda que le impide levantarse completo porque esta bajo una escalera y desprovisto de luz, agua y comida y sin derecho a poder asearse, sin posibilidad de contactar a sus abogados. Sus colegas parlamentarios calificaron la detención como desaparición forzosa, ya que pasaron 19 días antes de que tuvieran noticias del parlamentario. Denunciaron que la detención había sido consecuencia de su negativa a ser parte de la llamada Operación Alacrán, estrategia del oficialismo para comprar diputados con el fin de impedir la reelección de Juan Guaidó como presidente del Parlamento.
La Comisión Interamericana de Derechos Humanos emitió una Resolución en 2020 en la cual menciona respecto a Gilber Caro que sería por lo menos la tercera vez que es detenido por agentes del gobierno de Maduro y la segunda vez que no se informaría sobre su paradero. La hermana de Gilber, Yeidi Caro, relata que “el día 21 de julio de 2020 a las 5:30 de la tarde, pregunté por el director y me permitieron hablar y ver a mi hermano. Antes de verlo me tocó pasar por algo bastante fuerte, una de las funcionarias me bajó el cierre de la chaqueta, me comenzó a tocar». A finales de julio de 2021 logra escapar de Venezuela y empieza diligencias para denunciar al gobierno de Nicolás Maduro.

## Detención en Miami en 2024
Gilber Caro fue arrestado el 3 de septiembre de 2024 en Miami tras un accidente mortal de atropello. Ha sido acusado de abandonar la escena.La policía de Miami lo acusó de ser el responsable de provocar el accidente después de analizar evidencia tomada de un video grabado por la cámara de uno de los autos involucrados en el accidente. Según la policía el video muestra a Caro pasando un semáforo en rojo, lo cual provocó el accidente que terminó con la muerte de un conductor que fue embestido por el vehículo de Gilber Caro.